# Institution Jauffret
Pour les articles homonymes, voir Jauffret.

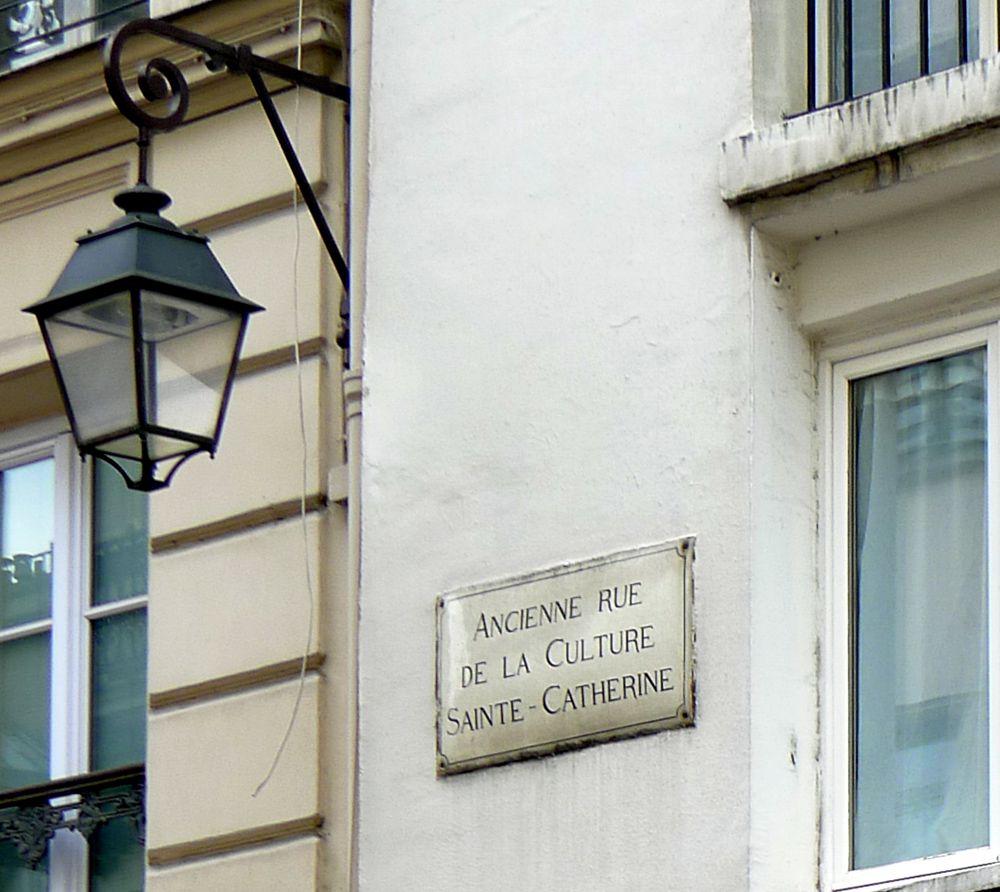
Plaque actuelle rappelant l’ancien nom de la rue de Sévigné.

L’institution Jauffret, créée en 1837, est une école secondaire privée parisienne du XIXe siècle. Elle était installée dans l'hôtel Le Peletier de Saint-Fargeau au 29, rue Culture-Sainte-Catherine (devenue la rue de Sévigné en 1867), 3e arrondissement de Paris.

## Anatole Jauffret, fondateur de l'institution
Né à Paris le 20 octobre 1809, Anatole Jauffret est le fils de Joseph Jauffret, maître des requêtes au Conseil d'État, et le neveu de Gaspard-André Jauffret, évêque de Metz, et de Louis-François Jauffret, fabuliste et pédagogue.
Pensionnaire à l’institution Bourdon, dans le Marais, il entre en 1822 en sixième au lycée Charlemagne. Malgré son état maladif, ses résultats sont brillants. Il remporte notamment le premier prix de composition française au concours général de 1829.
Après avoir achevé sa philosophie, il étudie le droit, puis entre comme professeur de philosophie à l'institution Bourdon. Il décide alors de se consacrer à l'enseignement libre, renonçant à une carrière dans l'enseignement public du fait de sa santé fragile.
En 1837, il acquiert l'institution de M. Saint-Amand-Cimttière à laquelle il donne son nom. Établie à Paris dans le Marais, au 29, rue Culture-Sainte-Catherine (aujourd'hui rue de Sévigné), dans l'ancien hôtel Saint-Fargeau, l'institution Jauffret prend vite de l'importance et devient l'un des meilleurs établissements privés de Paris. Les salles d'étude sont installées au rez-de-chaussée de l'hôtel, tandis que le premier étage est réservé à la famille Jauffret. En 1845, il fonde son école préparatoire aux grandes écoles du gouvernement.
Officier de l'Université, membre de la Haute Commission des études scientifiques et littéraires, Anatole Jauffret est décoré de la Légion d'honneur en 1850. Marié en premières noces en 1839 à Maxence Gaschon de Molènes (1818-1846), sœur de l'écrivain Paul Gaschon de Molènes, puis en secondes noces en 1848 à Louise-Jenny Bernier (1827-1902), il meurt à Paris en 1856 à l’âge de 47 ans.

## L'institution Jauffret
Créé en 1837, l'institution Jauffret envoyait ses élèves au lycée Charlemagne (l’entrée actuelle est au 14, rue Charlemagne), qui était tout proche. L'institution se chargeait de faire « répéter » leurs leçons à ses élèves pensionnaires et cherchait donc à attirer les meilleurs professeurs répétiteurs.
À la mort de son fondateur, l'institution émigra en 1860 de l'hôtel Le Pelletier de Saint-Fargeau vers la place Royale (aujourd’hui place des Vosges), dans l'ancienne demeure de Victor Hugo (cette « maison de Victor Hugo » du 6, place des Vosges est aujourd’hui un musée), puis alla s'établir boulevard Saint-Michel, en face de l'École des Mines. Anatole Jauffret fut remplacé à son poste de directeur par M. Courgeon et M. Beaumont.
Parmi les répétiteurs de l'institution se trouvaient Pierre Larousse et Hippolyte Taine

## Anciens élèves de l'institution Jauffret
Edmond About - Émile Durkheim- Jean-Alfred Fournier - Adolphe Giraldon - Charles Hugo - 
Francois-Victor Hugo - 
Jean Jaurès - Louis Ulbach